# Такахіро Секіне
Такахіро Секіне (яп. 関根 貴大; нар. 19 квітня 1995, Цуруґасіма, Сайтама, Японія) — японський футболіст, вінґер «Урава Ред Даймондс».

## Життєпис

### Ранні роки
Після вступу до молодшої середньої школи приєднався до академії «Урава Ред Даймондс». З 2010 року представляв Японію в юнацьких збірних країни та брав участь у закордонних турне. У вересні 2013 року відібраний до юнацької збірної Японії (U-18) для участі в матчах юнацького (U-19) чемпіонату АФК 2014, але відзаявлений через травму. 16 жовтня того ж року дебютував у першій команді «Урава Ред Даймондс» у поєдинку третього раунду Кубку Імператора проти «Монтедіо Ямаґати».

### «Урава Ред Даймондс»
У 2014 році переведений до першої команди «Урава Ред Даймондс». У лютому того ж року він зареєстрований як гравець збірної Джей-ліги U-22, яка виступала в Джей-лізі 3. На професійному рівні дебютував у Кубку Набіско, вийшов на заміну в поєдинку проти «Касіва Рейсол», а також вийшов на початку другого тайму в матчі 4-го туру Джей-ліги проти «Сімідзу С-Палс», який проходив без глядачів. Окрім цього, після того, як вперше вийшов у стартовому складі у другому раунді Кубку Набіско проти «Омії Ардії», завоював довіру тренера Михайла Петровича та був включений до складу резервів, де в основному використовувався як заміна. 17 травня в матчі 14-го туру проти «Сересо Осака» вийшов замість Умесакі Цукаси і відзначився своїм першим голом у Джей-лізі, який став вирішальним у поєдинку. Його основна позиція — лівий півзахисник, але вище вказаного року використовувався як лівий і правий фланговий захисник.
У 2015 році отримав постійну ігрову практику на позиції крайнього захисника при схемі 3-4-2-1, а в травні відззначився трьома голами поспіль і виграв свою першу щомісячну нагороду MVP Джей-ліги 1. 19 жовтня вперше отримав виклик до писку кандидатів на збір молодіжної збірної Японії (U-22), який пройде з 25 по 29 жовтня.
15 жовтня 2016 року відіграв усі 120 хвилин у фіналі Кубку Левейна проти «Гамба Осаки» й допоміг здобути перемогу в серії післяматчевих пенальті та виграв свій перший титул.
1 липня 2017 року в матчі 17-го раунду проти «Санфречче Хіросіма» у другому таймі обіграв шістьох гравців та відзначився переможним голом, зробив свій внесок у перемогу. Цей гол також був обраний для нагороди Найкращий гол Джей-ліги 2017.

### «Інгольштадт»
7 серпня 2017 року було оголошено про досягнення домовленості між клубами про повноцінний перехід до клубу Другої Бундесліги «Інгольштадт». 11 серпня клуб офіційно оголосив, що японець підписав повноцінний 4-річний контракт, розрахований до червня 2021 року. 20 серпня дебютував за нову команду, вийшов на 61-й хвилині з лави запасних в програному (2:4) матчі 3-го туру проти «Яна» (Регенсбург). Цей матч так і залишився єдиним для японця за першу команду «Інгольштадта»

### «Сінт-Трейден»
У липні 2018 року перейшов в оренду до «Сінт-Трюйдена» з Ліги Жупіле.
28 квітня 2019 року відзначився першим голом після переходу, в матчі проти «Беєрсхота».

### Повернення до «Урава Ред Даймондс»
28 червня 2019 року повернувся в «Урава Ред Даймондс». 2 жовтня зробив свій внесок у перемогу в першому півфінальному матчі Ліги чемпіонів АФК проти «Гуанчжоу Евергранд», в якому відзначився двома голами. У листопаді 2019 року зіграв у фіналі Ліги чемпіонів АФК проти саудівського «Аль-Гіляля».
У сезоні 2020 року призначений віце-капітаном команди.
У сезоні 2022 його вперше за два роки призначили віце-капітаном команди. 26 червня взяв участь у матчі 18-го раунду Джей-ліги 1 проти «Віссел Кобе», зробив свій 200-й матч у Джей-лізі 1 і допоміг команді здобути перемогу.
У сезоні 2023 року грав провідну роль на фланзі півзахисту та взяв участь у 50 офіційних матчах. Окрім цього, через травму колишнього гравця збірної Японії та капітана команди Сакаї Хірокі, також час від часу виконував роль флангового захисника, а в півфіналі Кубку Левейна проти «Йокогами Ф. Маріноса», де чудово впорався з Елбером і допоміг команді вивести команду до фіналу. У півфіналі Клубного чемпіонату світу 2023 року проти «Манчестер Сіті» почав на позиції крайнього захисника та протистояв англійцю Грілішу.

## Особисте життя
22 грудня 2017 року, після зустрічей близько двох з половиною років, подав заяву на реєстрацію шлюбу та одружився з Шіорі Канеко, колишньою учасницею SKE48 і талантом із Сайтами, яка є фанаткою «Урава Ред Даймондс».

## Статистика виступів

### Клубна
Станом на 31 січня 2023 року 
| Клуб                 | Сезон                           | Ліга                            | Ліга  | Ліга | Кубок | Кубок | Кубок ліги | Кубок ліги | Конт. кубок | Конт. кубок | Інші1 | Інші1 | Загалом | Загалом |
| Клуб                 | Сезон                           | Дивізіон                        | Матчі | Голи | Матчі | Голи  | Матчі      | Голи       | Матчі       | Голи        | Матчі | Голи  | Матчі   | Голи    |
| -------------------- | ------------------------------- | ------------------------------- | ----- | ---- | ----- | ----- | ---------- | ---------- | ----------- | ----------- | ----- | ----- | ------- | ------- |
| «Урава Ред Даймондс» | 2013                            | Джей-ліга 1                     | 0     | 0    | 1     | 0     | 0          | 0          | 0           | 0           | –     | –     | 1       | 0       |
| «Урава Ред Даймондс» | 2014                            | Джей-ліга 1                     | 21    | 2    | 2     | 1     | 6          | 0          | 2           | 0           | –     | –     | 31      | 3       |
| «Урава Ред Даймондс» | 2015                            | Джей-ліга 1                     | 32    | 6    | 4     | 2     | 2          | 0          | 2           | 0           | 2     | 0     | 42      | 8       |
| «Урава Ред Даймондс» | 2016                            | Джей-ліга 1                     | 34    | 2    | 1     | 0     | 5          | 0          | 5           | 0           | 2     | 0     | 47      | 2       |
| «Урава Ред Даймондс» | 2017                            | Джей-ліга 1                     | 22    | 3    | 0     | 0     | 0          | 0          | 5           | 2           | 1     | 0     | 28      | 5       |
| «Інгольштадт 04»     | 2017–18                         | Друга Бундесліга                | 1     | 0    | 1     | 0     | —          | —          | —           | —           | —     | —     | 2       | 0       |
| «Сінт-Трейден»       | 2018–19                         | Ліга Жупіле                     | 3     | 0    | 0     | 0     | —          | —          | —           | —           | —     | —     | 3       | 0       |
| «Урава Ред Даймондс» | 2019                            | Джей-ліга 1                     | 16    | 1    | 1     | 0     | 2          | 1          | 6           | 1           | 0     | 0     | 25      | 3       |
| «Урава Ред Даймондс» | 2020                            | Джей-ліга 1                     | 24    | 2    | –     | –     | 2          | 0          | –           | –           | –     | –     | 26      | 2       |
| «Урава Ред Даймондс» | 2021                            | Джей-ліга 1                     | 36    | 3    | 5     | 1     | 10         | 3          | –           | –           | –     | –     | 51      | 7       |
| «Урава Ред Даймондс» | 2022                            | Джей-ліга 1                     | 30    | 1    | 2     | 0     | 3          | 0          | 9           | 0           | 1     | 0     | 45      | 1       |
| «Урава Ред Даймондс» | 2023                            | Джей-ліга 1                     | 0     | 0    | 0     | 0     | 0          | 0          | 0           | 0           | 0     | 0     | 0       | 0       |
| «Урава Ред Даймондс» | Загалом за «Урава Ред Даймондс» | Загалом за «Урава Ред Даймондс» | 213   | 20   | 16    | 4     | 30         | 4          | 29          | 3           | 6     | 0     | 294     | 31      |
| Усього за кар'єру    | Усього за кар'єру               | Усього за кар'єру               | 217   | 20   | 17    | 4     | 30         | 4          | 29          | 3           | 6     | 0     | 299     | 31      |

1У тому числі й матчі Суперкубку Японії та Чемпіоншипу Джей-ліги.

## Досягнення
«Урава Ред Даймондс»
- Кубок Імператора Японії
  -  Володар (1): 2021

- Суперкубок Японії
  -  Володар (1): 2022

- Ліга чемпіонів АФК
  -  Чемпіон (2): 2017, 2022[14][15]